# Serralves-Museum

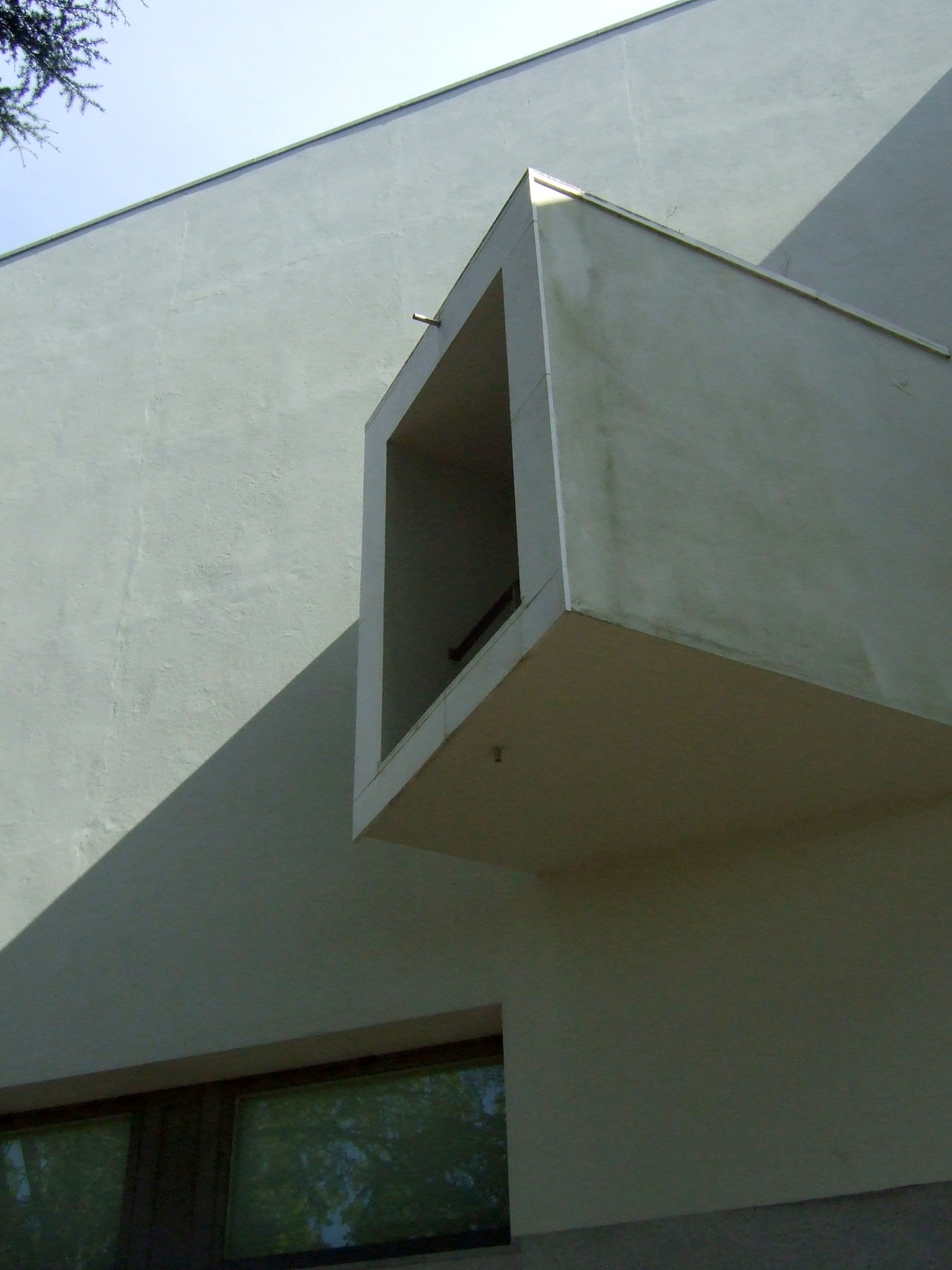
Außenansicht

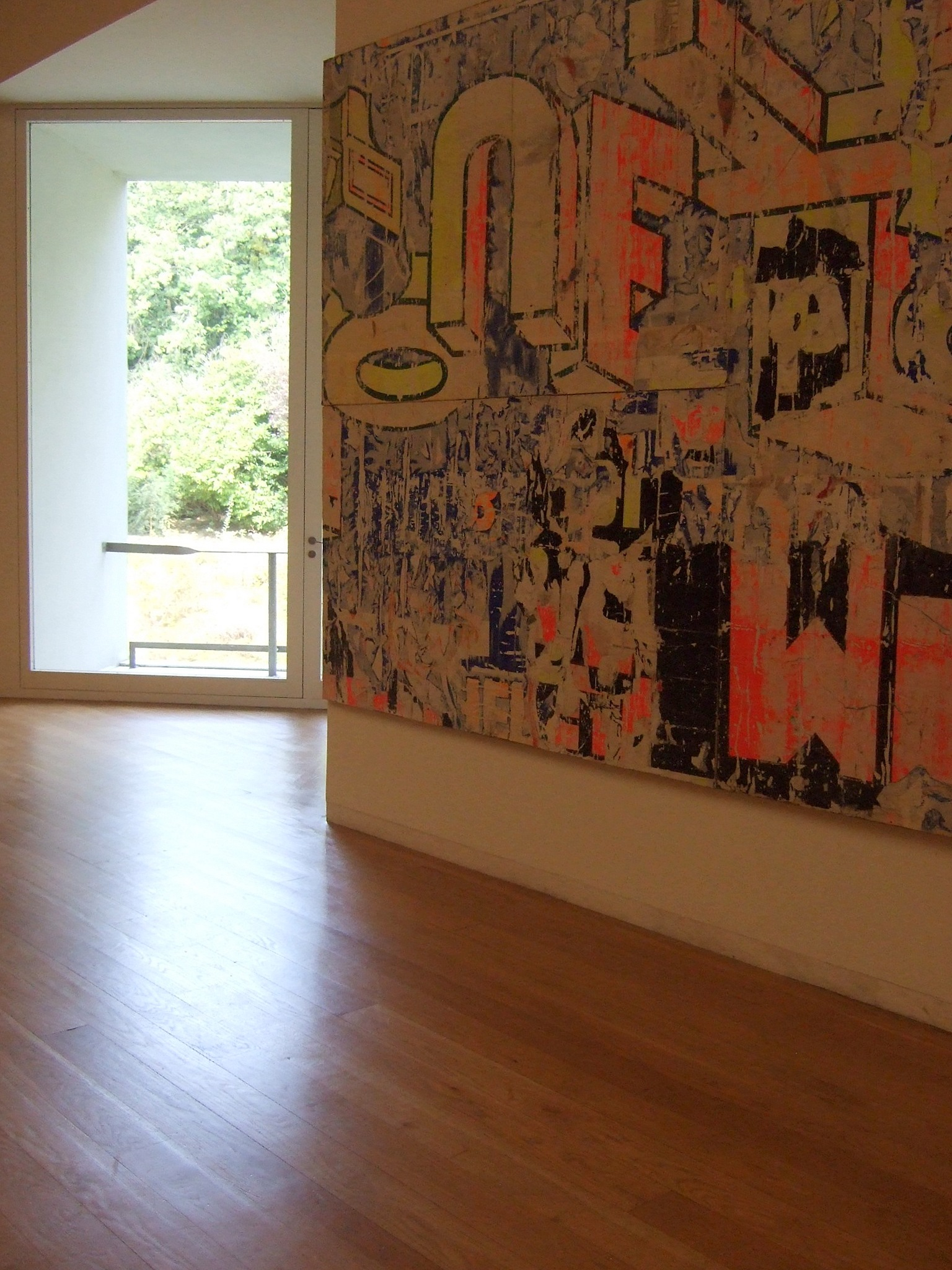
Innenansicht

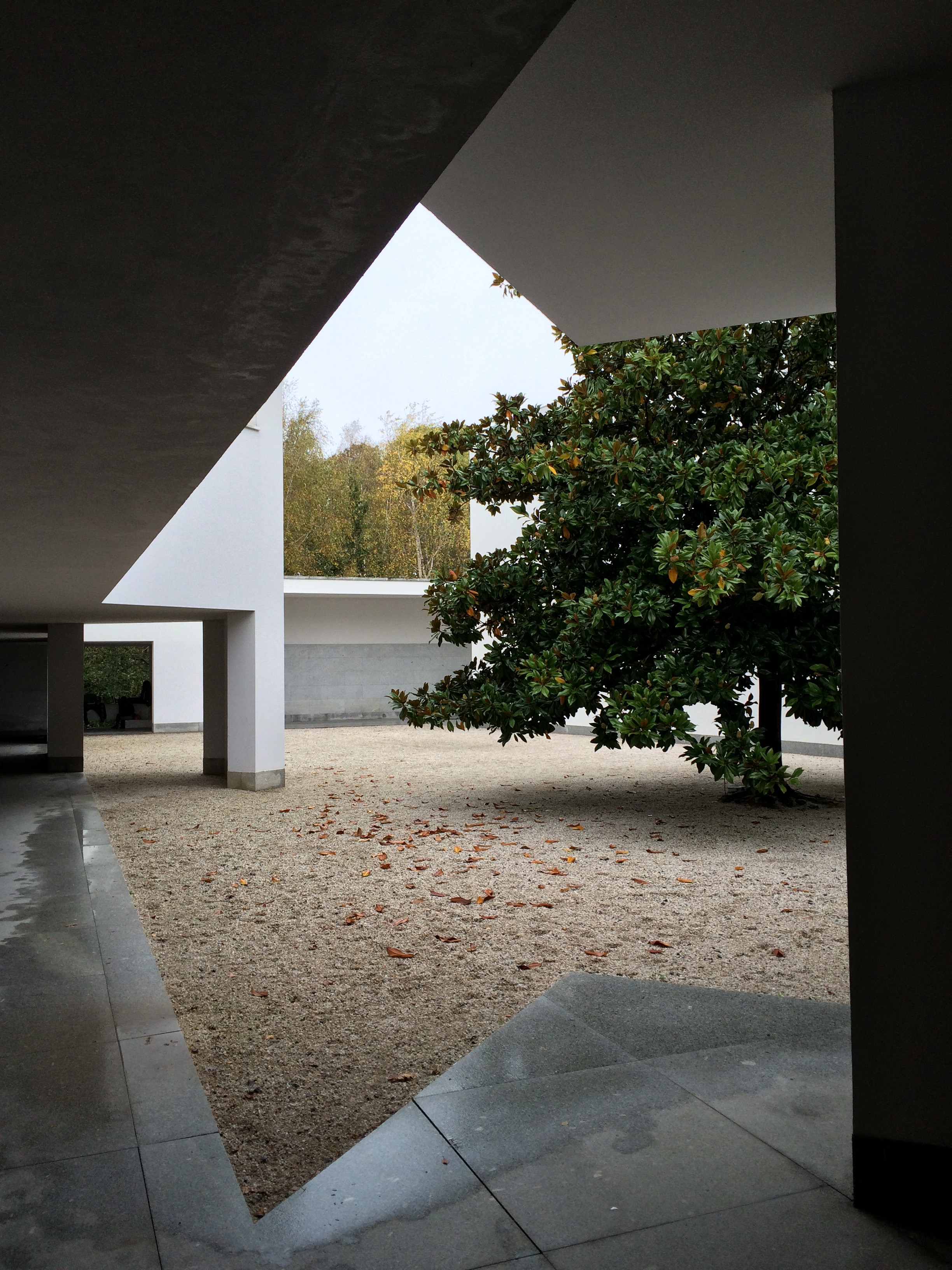
Blick in den Außenhof/Eingangsbereich

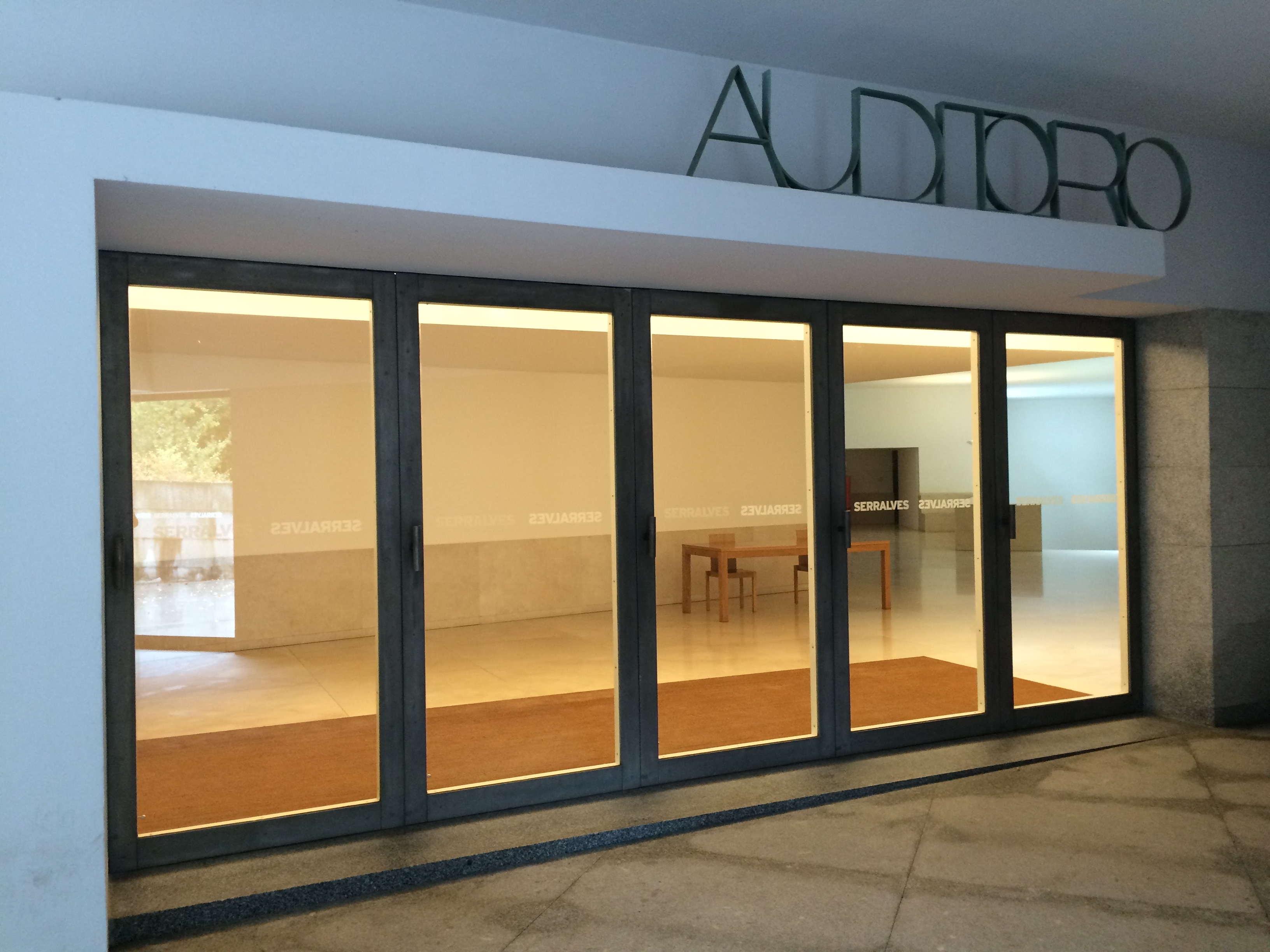
Auditorium

Das Museu de Arte Contemporânea de Serralves (portugiesisch), auch Museum Serralves, ist ein Museum für zeitgenössische Kunst in der portugiesischen Stadt Porto. Es ist Teil der Kunststiftung Fundação de Serralves und befindet sich in öffentlicher Hand.

## Das Museum
Das Museum befindet sich in der Gartenanlage Parque de Serralves, einem 18,43 Hektar großen Park, der 1932 von dem französischen Landschaftsarchitekten Jacques Gréber auf dem Gelände eines landwirtschaftlichen Gehöftes entworfen wurde. Die Serralves Gärten gelten als eines der ersten Beispiele für künstlerische Gartengestaltung im Portugal der ersten Hälfte des 20. Jahrhunderts.
Die Gestaltung des Museumsgebäudes erfolgte nach Plänen des an der Universität Porto lehrenden Architekten Álvaro Siza Vieira. Die Konzeption des Museums und dessen Einbindung in die Parklandschaft legte die Kunststiftung im Jahr 1989 fest. Baubeginn war 1996, das Museum wurde am 6. Juni 1999 mit der Ausstellung Circa 1968 eröffnet.
Das Museum ist das wichtigste Museum für Gegenwartskunst in Portugal und bespielt seine gesamte Ausstellungsfläche mit Sonderausstellungen, auch die eigene Sammlung wird nur im Rahmen thematischer Ausstellungen gezeigt. Das Konzept bezieht neben der bildenden Kunst auch weitere Sparten wie Musik, Film, Performance, Tanz und Architektur mit ein. Ein wichtiger Schwerpunkt liegt auch auf der Kunstvermittlung, die durch zahlreiche öffentliche Veranstaltungen und Publikationen gefördert wird.
Zum Museum gehört die Casa de Serralves, eine zwischen 1925 und 1944 vom portugiesischen Architekten José Marques da Silva im Stil des Art déco errichtete Villa. Das Gebäude gilt als herausragendes Beispiel für die Architektur der Stromlinien-Moderne in Portugal. Ursprünglich diente die Villa als privater Wohnsitz, heute befindet sich dort der Sitz der Kunststiftung Fundação de Serralves. Es wird zudem auch für Sonderausstellungen genutzt.

## Die Sammlung
Die Sammlung des Museums umfasst unter anderem folgende Künstler:
- Helena Almeida
- Richard Artschwager
- Georg Baselitz
- John Baldessari
- Eduardo Batarda
- Lothar Baumgarten
- René Bértholo
- Christian Boltanski
- Marcel Broodthaers
- Fernando Calhau
- Alberto Carneiro
- Manuel Casimiro
- Lourdes Castro
- Hans-Peter Feldmann
- Hamish Fulton
- Dan Graham
- Ana Hatherly
- Jörg Immendorff
- Neil Jenney
- Jannis Kounellis
- Álvaro Lapa
- Gordon Matta-Clark
- Mario Merz
- Cildo Meireles
- Ree Morton
- Antoni Muntadas
- Bruce Nauman
- Maria Nordman
- Dennis Oppenheim
- Blinky Palermo
- António Palolo
- Adrian Piper
- Sigmar Polke
- Gerhard Richter
- Ed Ruscha
- Reiner Ruthenbeck
- Julião Sarmento
- Richard Serra
- Robert Smithson
- Ângelo de Sousa
- Richard Tuttle
- Lawrence Weiner
- Gilberto Zorio

## Kunstwerke im Park
In dem das Museum umgebenden Serralves Gärten sind Kunstwerke von verschiedenen zeitgenössischen Künstlern ausgestellt.

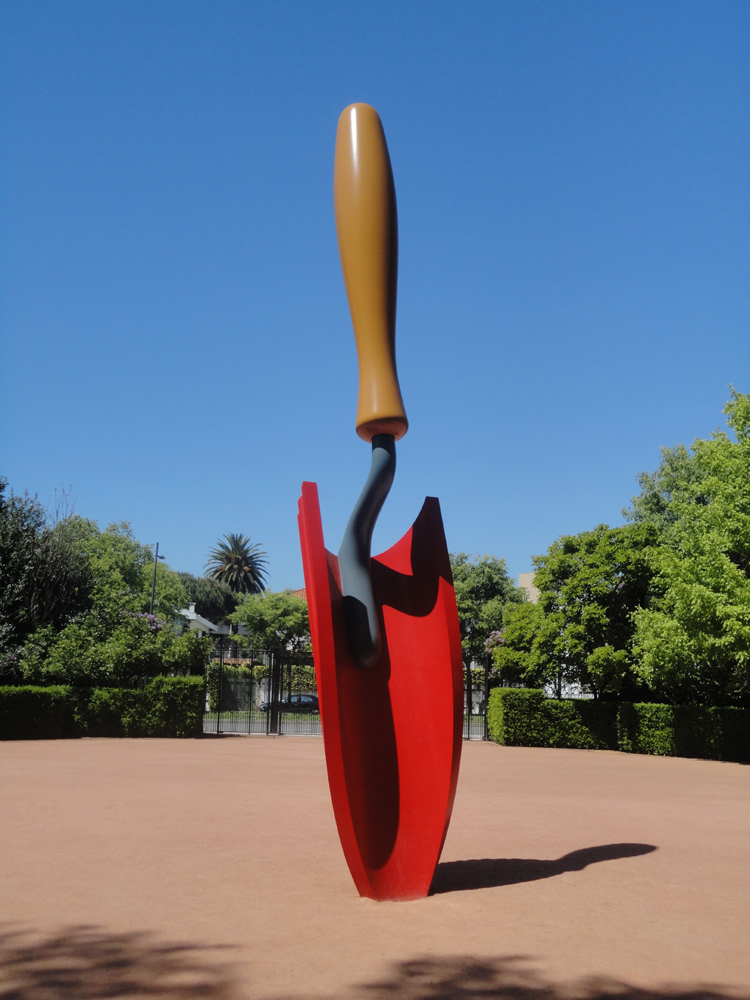
Claes Oldenburg, Plantoir
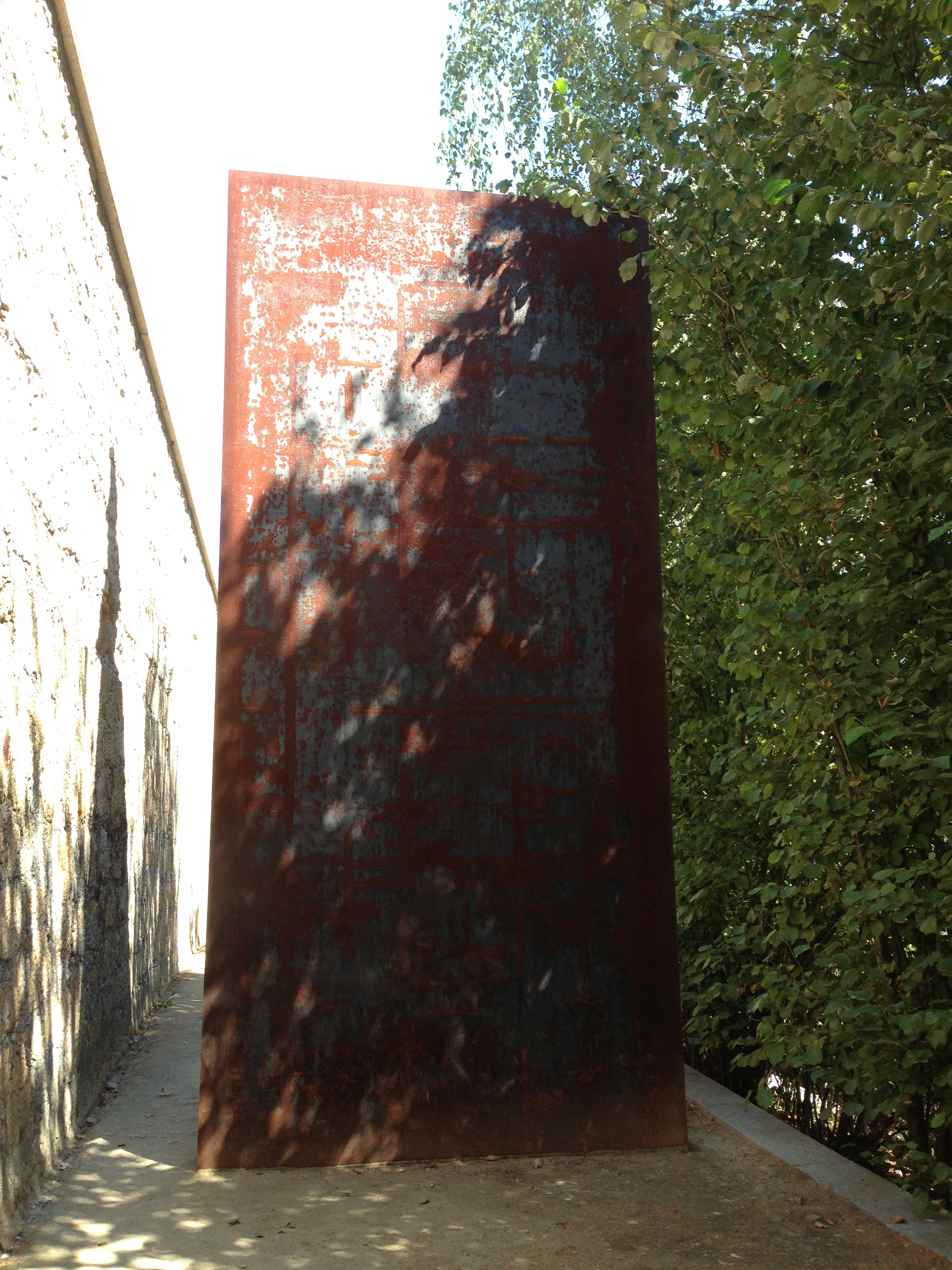
Richard Serra, Walking is measuring
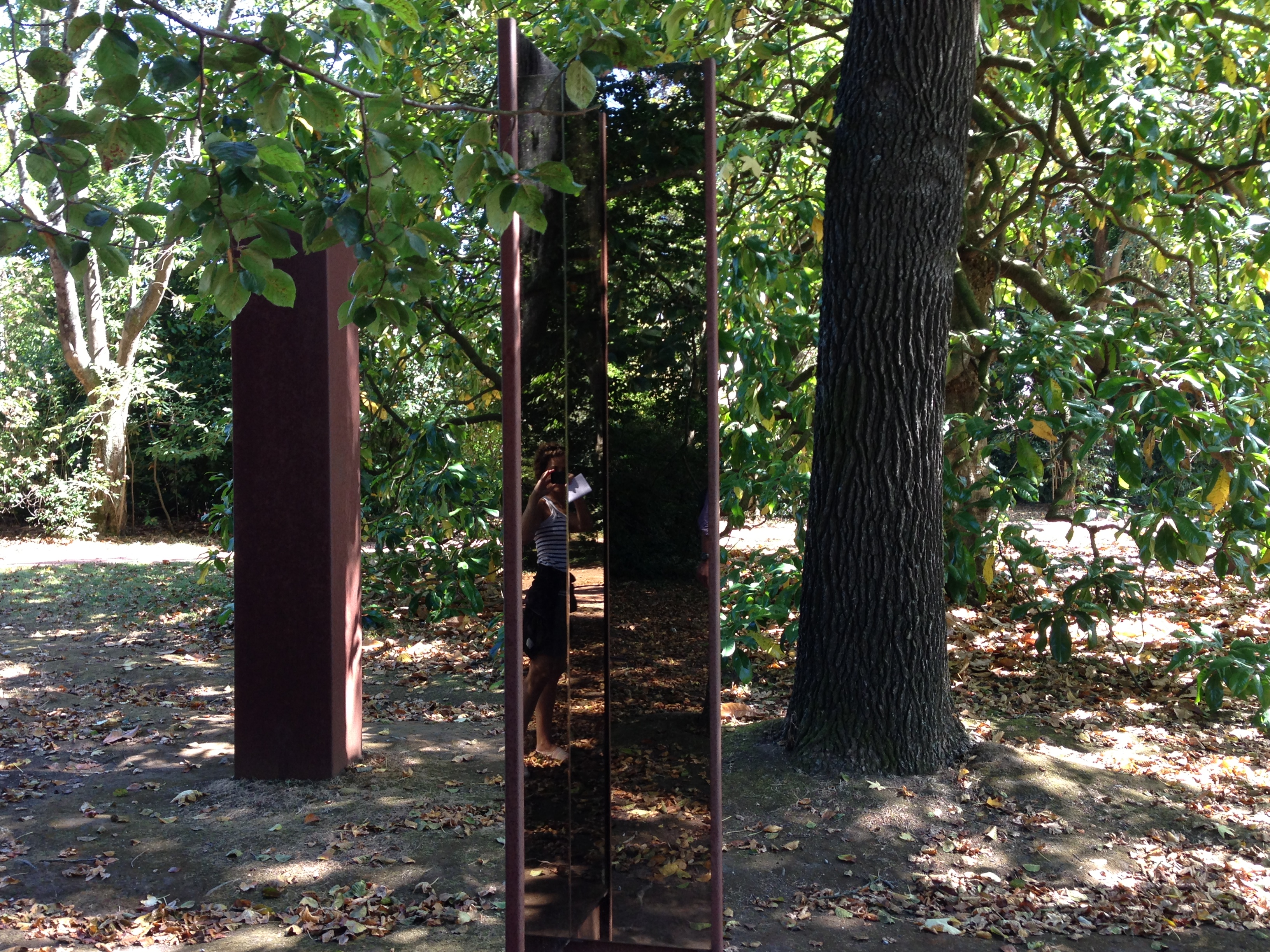
Ângelo de Sousa, Um Jardim Catoptrico
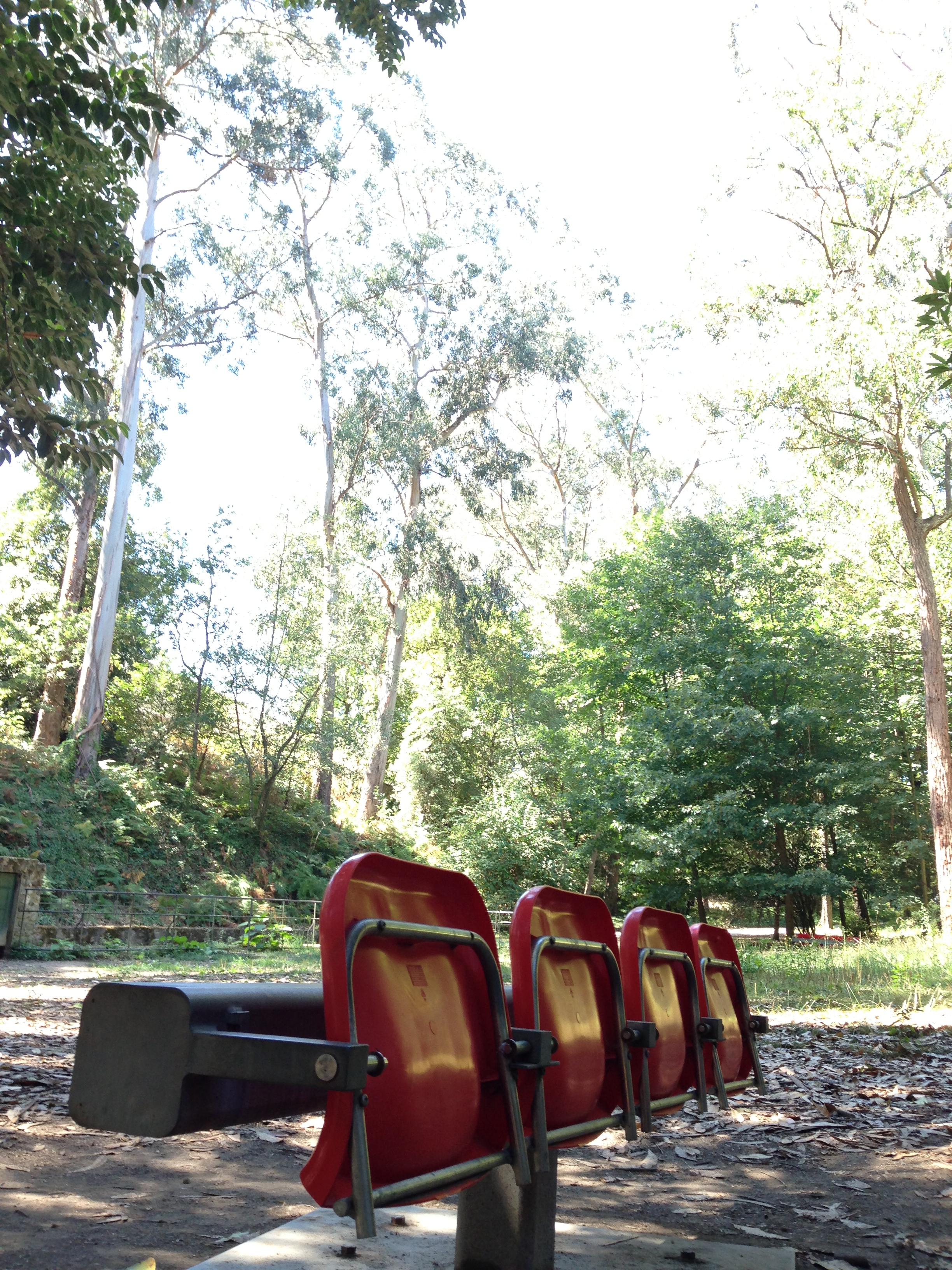
Veit Stratmann, Pour le Parc
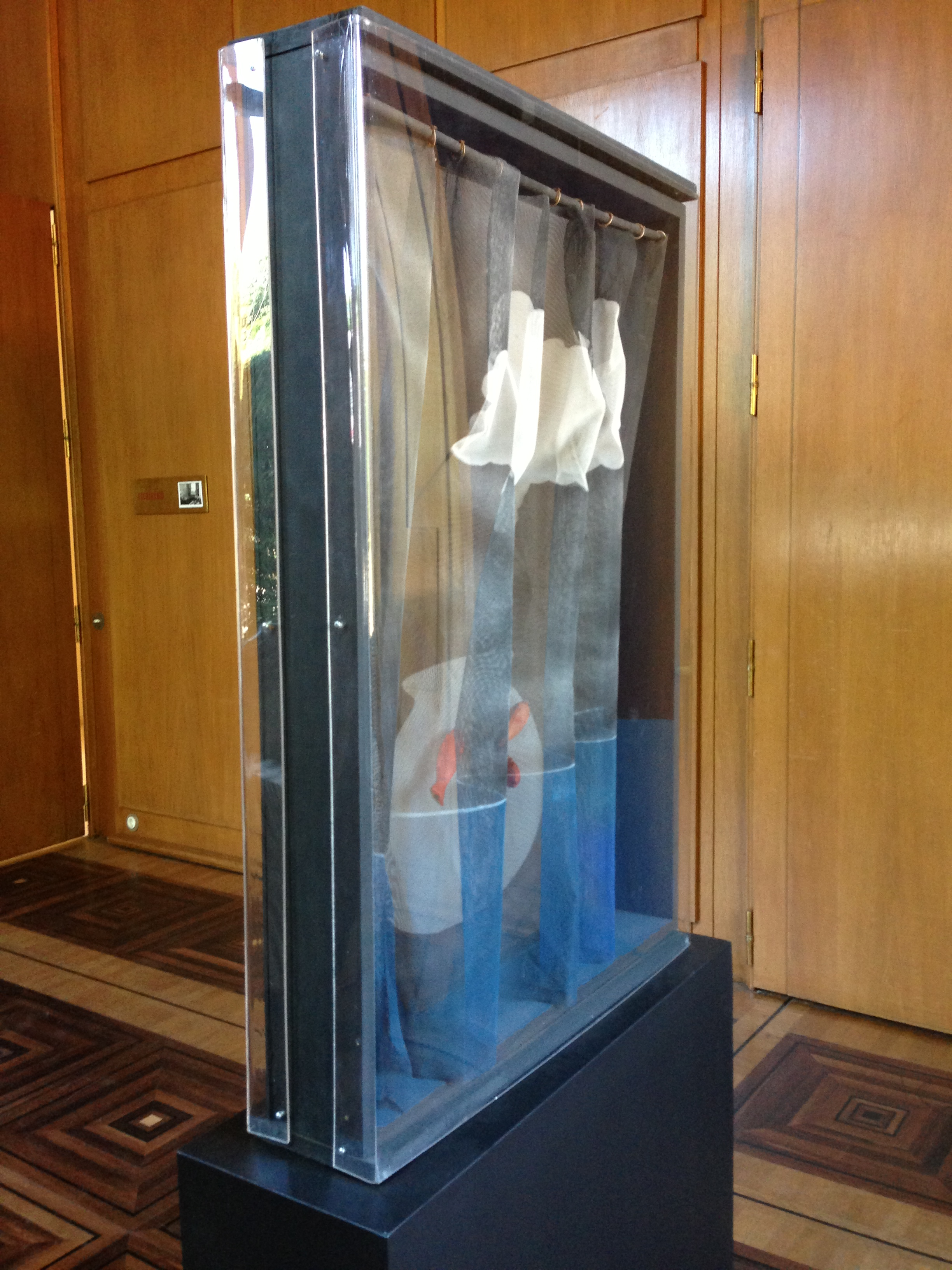
Ana Vieira, Aquario
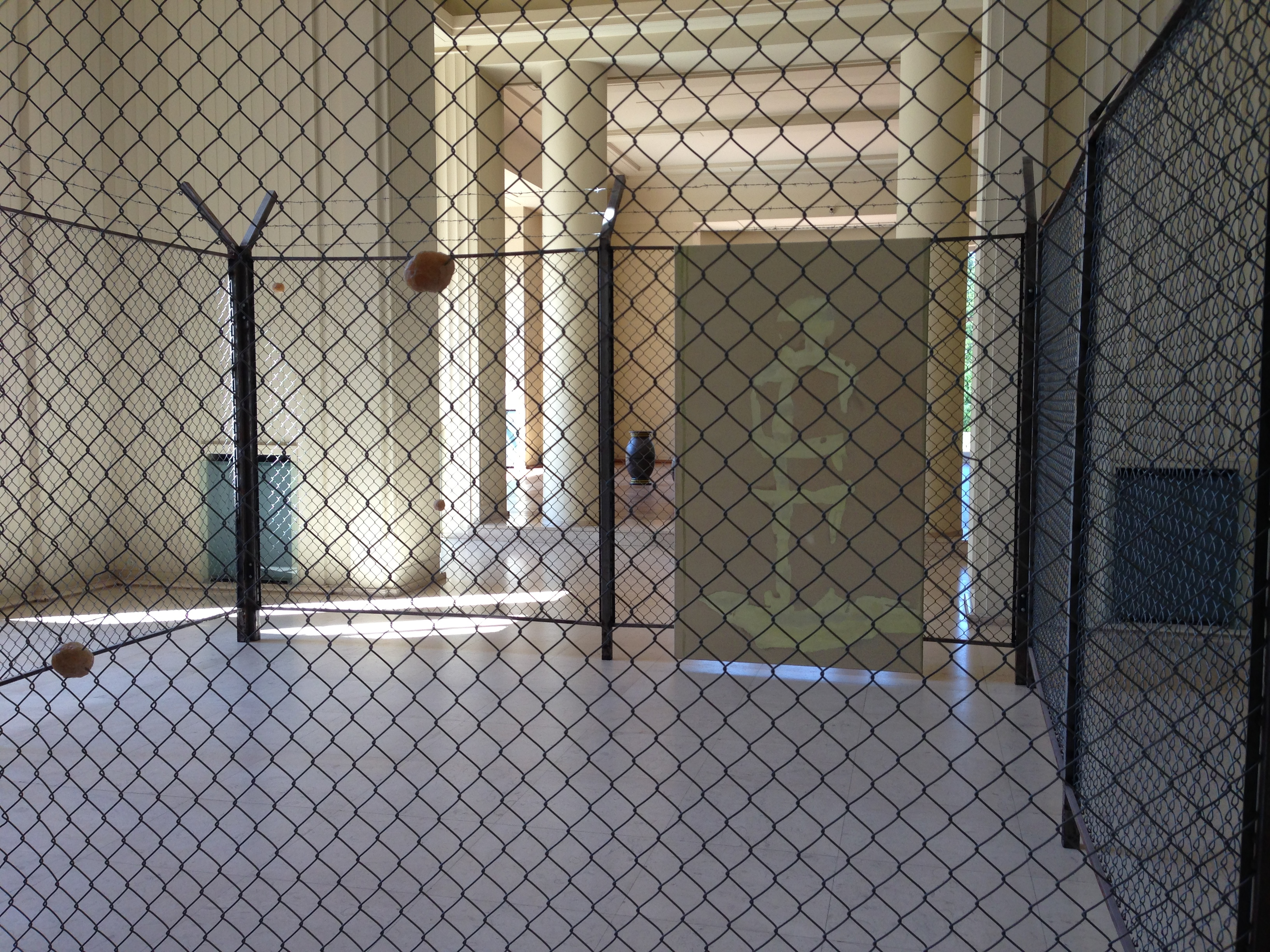
Luc Tuymans, The Fence
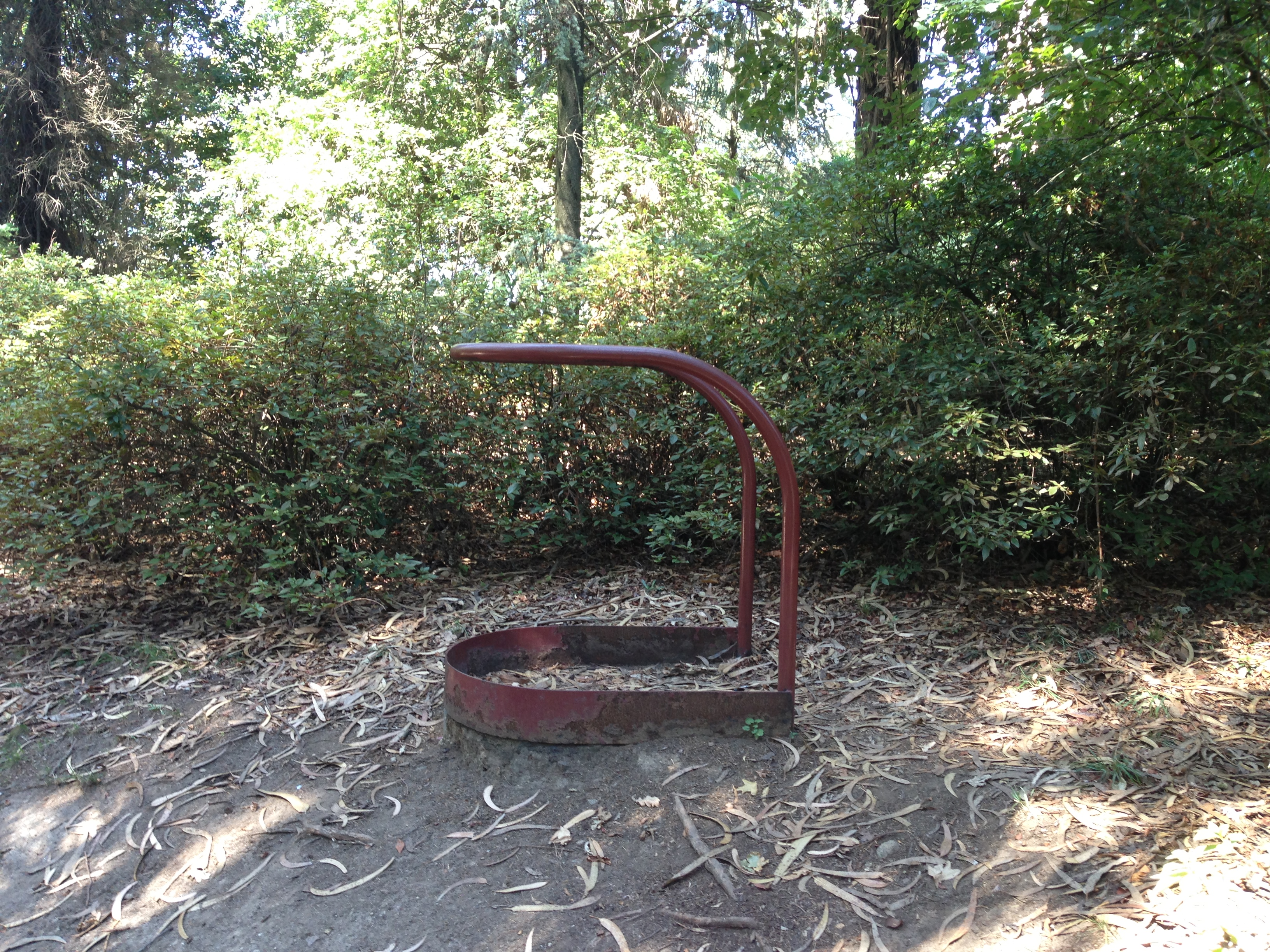
Veit Stratmann, Elements pour Porto
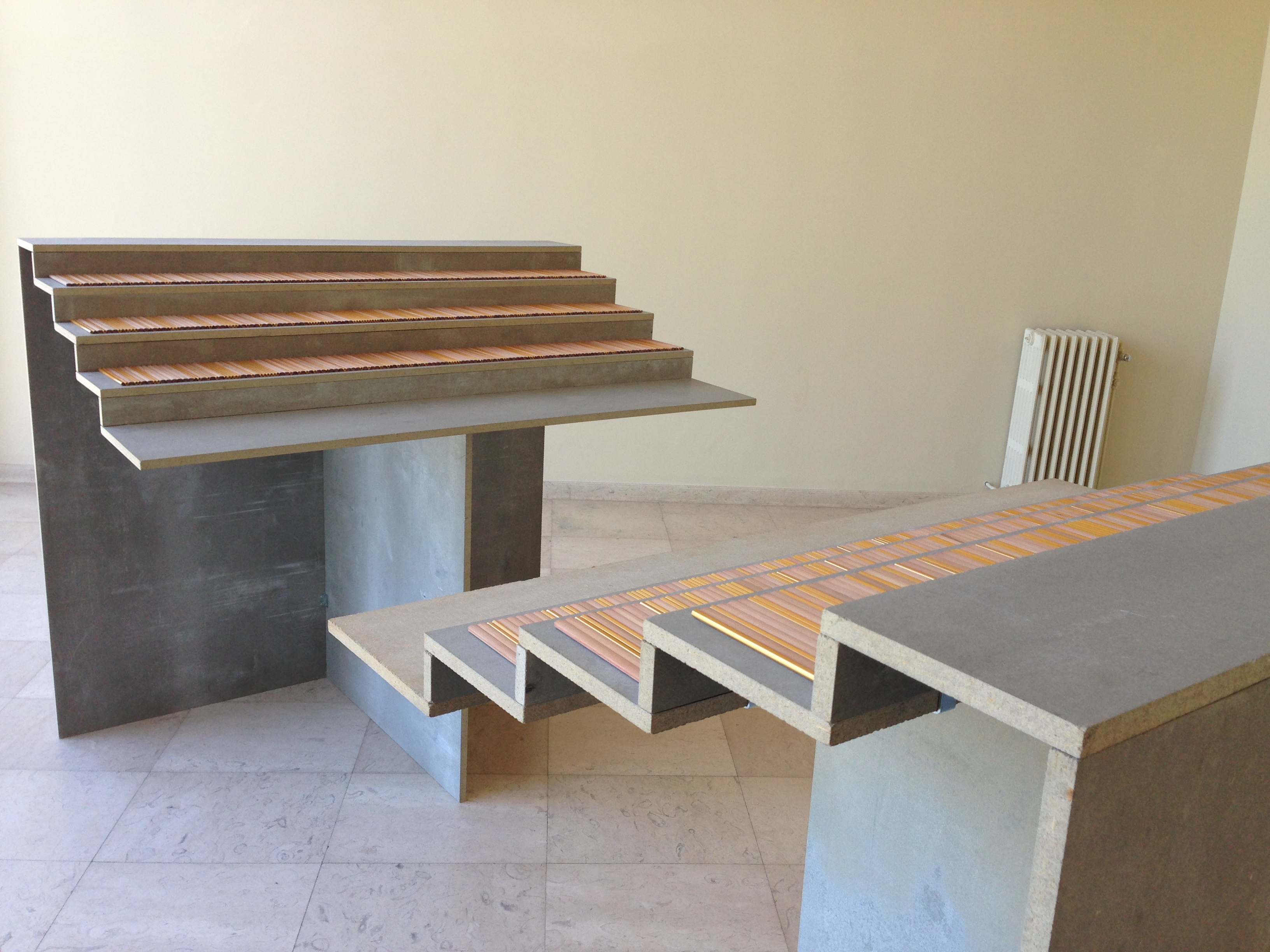
Pedro Barateiro, Tratado de encenação
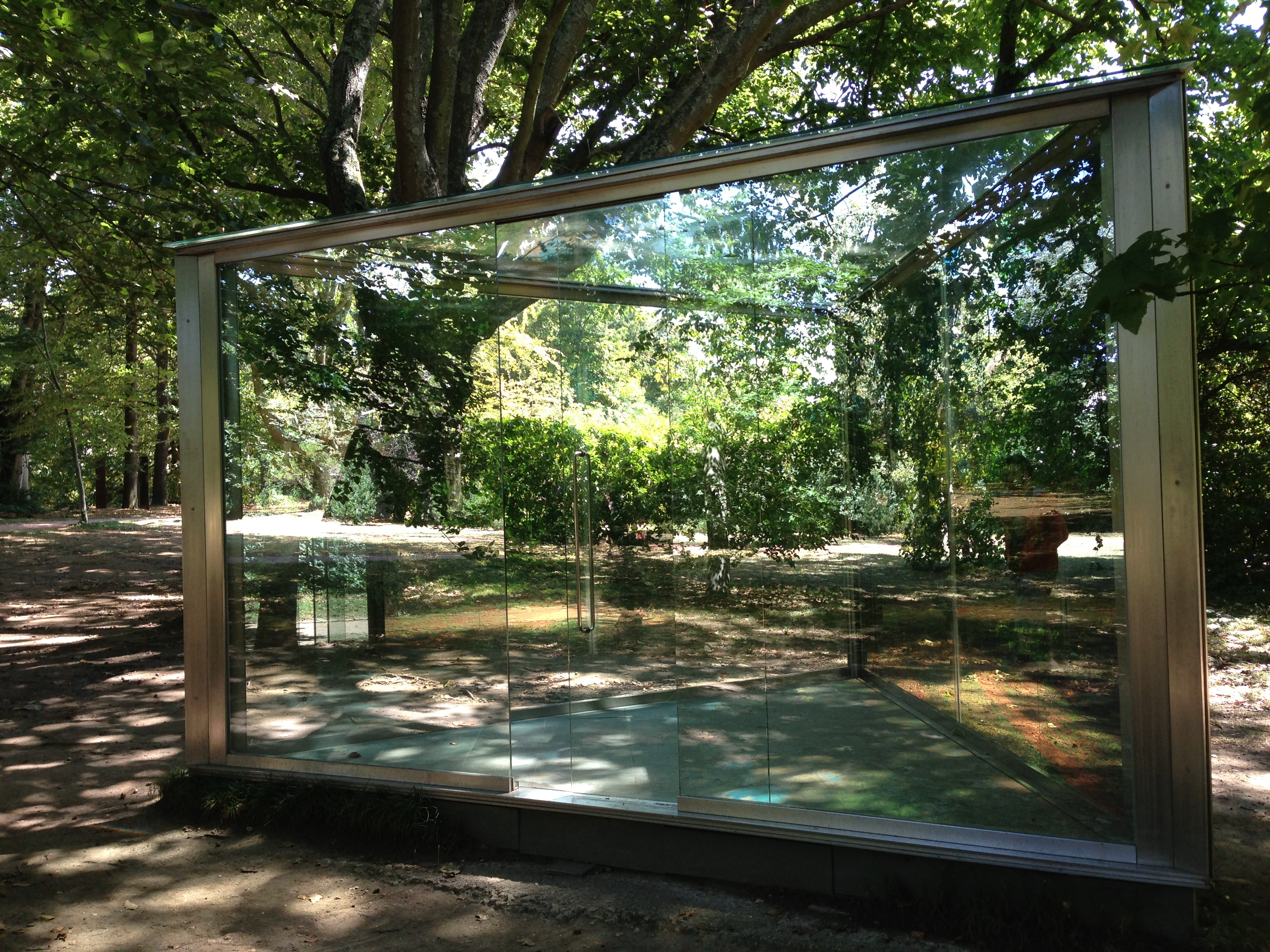
Dan Graham, Double Exposure
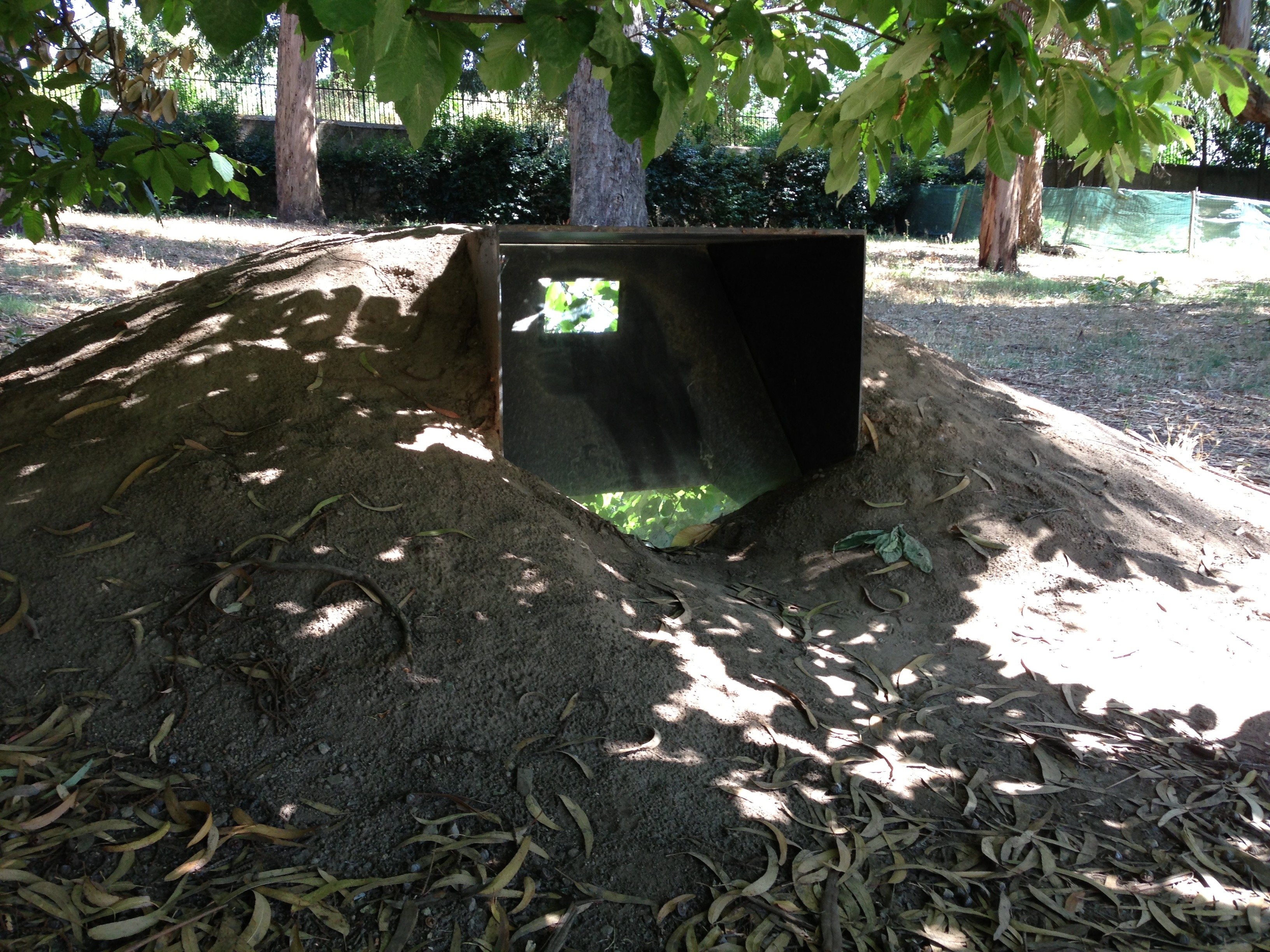
Francisco Tropa, Monte Falso
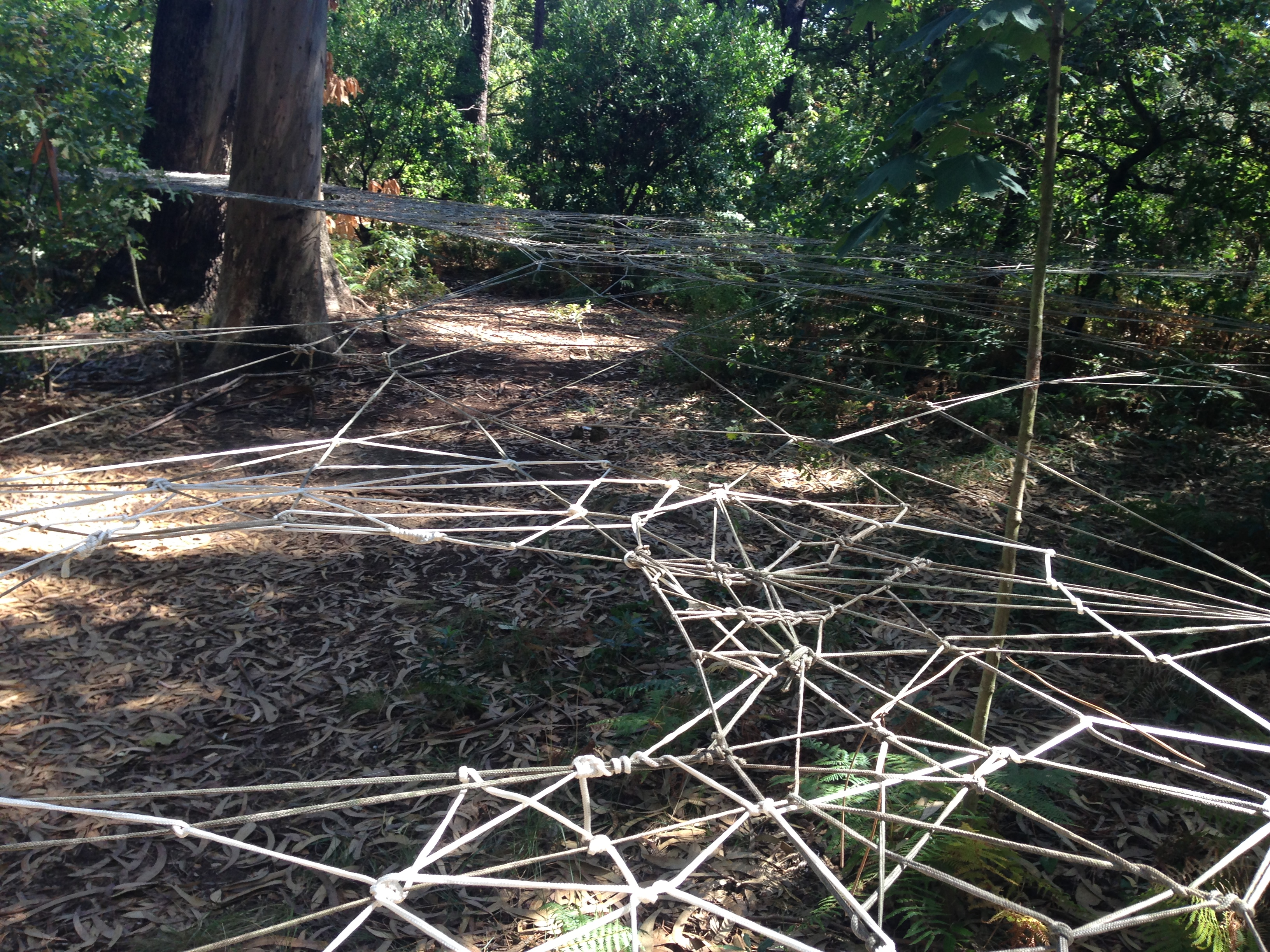
Fernanda Gomes, Sem Título
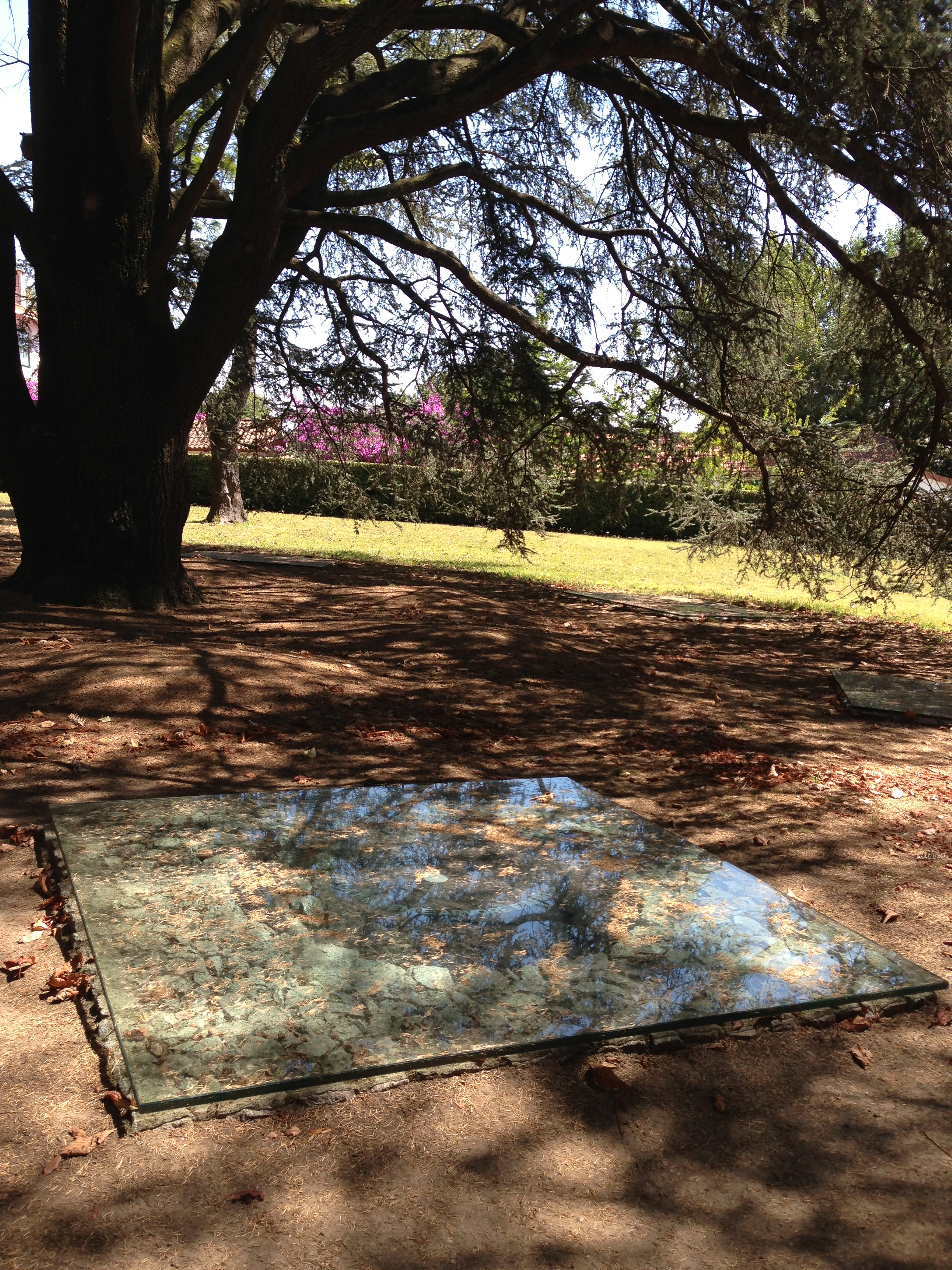
Alberto Carneiro, Ser Arvore e Arte